# Los Maitenes de Villa Vieja Airport
Los Maitenes de Villa Vieja Airport är en flygplats i Chile.   Den ligger i provinsen Provincia del Ranco och regionen Región de Los Ríos, i den södra delen av landet, 800 km söder om huvudstaden Santiago de Chile. Los Maitenes de Villa Vieja Airport ligger 39 meter över havet.
Terrängen runt Los Maitenes de Villa Vieja Airport är huvudsakligen platt. Los Maitenes de Villa Vieja Airport ligger nere i en dal. Närmaste större samhälle är Río Bueno, 2,9 km sydost om Los Maitenes de Villa Vieja Airport.
Trakten runt Los Maitenes de Villa Vieja Airport består till största delen av jordbruksmark. Runt Los Maitenes de Villa Vieja Airport är det ganska glesbefolkat, med 35 invånare per kvadratkilometer.